# Szent Miklós-fatemplom (Gorbolyfalva)
A Szent Miklós-fatemplom műemlékké nyilvánított épület Romániában, Bihar megyében. A romániai műemlékek jegyzékében a  BH-II-m-B-01156 sorszámon szerepel.